# Сирија на Светском првенству у атлетици на отвореном 2019.
Сирија је учествовала на 17. Светском првенству у атлетици на отвореном 2019. одржаном у Дохи од 27. септембра до 6. октобра шеснаести пут. Репрезентацију Сирије представљао је 1 атлетичар који се такмичио у скоку увис.,
На овом првенству такмичар Сирије није освојио ниједну медаљу нити је остварио неки резултат.

## Учесници
Мушкарци:
- Маџид Алдин Газал — Скок увис

## Резултати

### Мушкарци
| Атлетичар         | Дисциплина | Лични рекорд | Квалификације | Квалификације | Финале               | Финале       | Детаљи |
| Атлетичар         | Дисциплина | Лични рекорд | Резултат      | Место         | Резултат             | Место        | Детаљи |
| ----------------- | ---------- | ------------ | ------------- | ------------- | -------------------- | ------------ | ------ |
| Маџид Алдин Газал | скок увис  | 2,36 НР      | 2,17          | 14. у гр. А   | Није се квалификовао | 25 / 30 (31) |        |